# Agave toumeyana

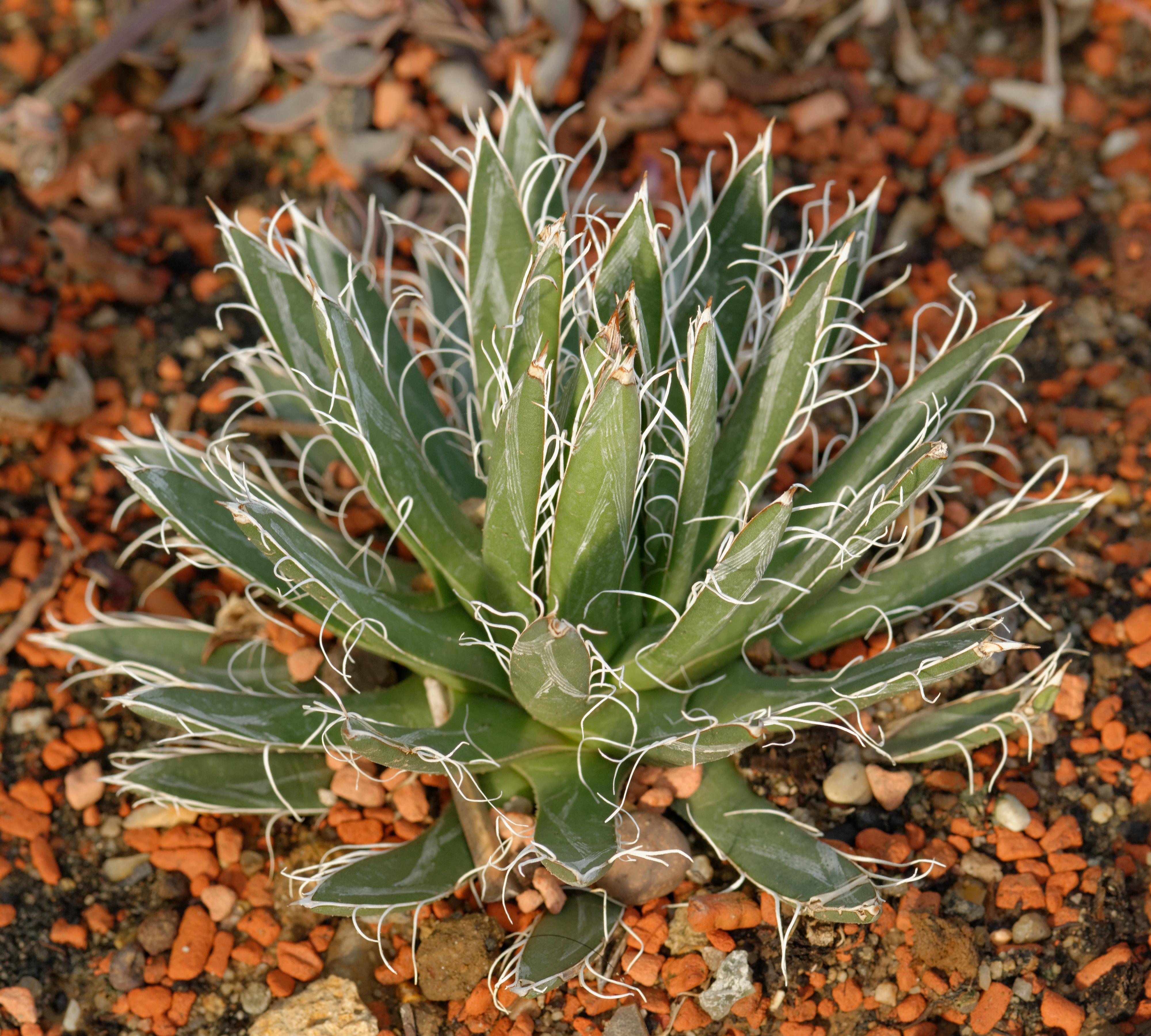
Agave toumeyana subsp. bella

Agave toumeyana ist eine Pflanzenart aus der Gattung der Agaven (Agave).

## Beschreibung
Agave toumeyana bildet große, kompakte Gruppen mit Wuchshöhen von 20 bis 30 cm und 30 bis 80 Durchmesser. Die grünen variabel angeordneten steifen oder gebogenen linealischen bis lanzettförmigen Blätter mit dem spitzen grauen bis braunen Enddorn sind 20 bis 30 cm lang und 15 bis 20 mm breit. Die faserigen Blattränder sind nahe der Basis unregelmäßig fein gezahnt.
Der rispige oder traubenartige Blütenstand wird 200 bis 300 cm hoch. Die becherartigen gelbfarbenen bis grünlichen Blüten erscheinen am oberen Teil des Blütenstandes und sind 18 bis 25 mm lang und 9 bis 12 mm breit. 
Die kurzen bis länglichen dreikammerigen Kapselfrüchte sind 12 bis 15 mm lang und 8 bis 10 mm breit. Die schwarzen, unregelmäßig geformten Samen sind 2 bis 3 mm lang.
Die Blühperiode reicht von Juni bis Juli.

## Systematik und Verbreitung
Agave toumeyana wächst endemisch in Zentral-Arizona in den Vereinigten Staaten an steinigen Hängen, in offenem Waldland in 600 bis 1600 m Höhe. Sie ist vergesellschaftet mit Echinocereus apachensis und anderen Kakteen- und Sukkulenten-Arten.
Die Erstbeschreibung durch William Trelease ist 1920 veröffentlicht worden.
Es werden folgende Unterarten unterschieden:
- Agave toumeyana subsp. toumeyana
- Agave toumeyana subsp. bella (Breitung) Gentry (Syn.: Agave toumeyana var. bella Breitung). Die Chromosomenzahl beträgt 2n = 60.[3]

Agave toumeyana ist ein Vertreter der Gruppe Parviflorae und wächst endemisch in Zentral-Arizona. Charakteristisch sind kompakte, große, dichte Gruppen mit grünen, variabel angeordneten, steifen oder gebogenen Blätter mit den weißen Abdrücken. Die braunen Blattränder sind manchmal gezahnt und unregelmäßig faserig. Die Unterart Agave toumeyana subsp. bella ist in allen Maßen kleiner und kann auf den ersten Blick mit Agave parviflora verwechselt werden. Jedoch sind Unterschiede der Blatt- und Blütenstruktur erkennbar. 
Agave toumeyana kann bei trockenem Stand kurze Frostperioden bis −10 °C überstehen.

## Nachweise
- August J. Breitung: Agave toumeyana. In: The Agaves. The Cactus & Succulent Journal Yearbook, 1968, S. 28.
- Howard Scott Gentry: Agave toumeyana. In: Agaves of Continental North America. The University of Arizona Press, 1982, S. 209–212.
- J.Thiede: Agave toumeyana. In: Urs Eggli (Hrsg.): Sukkulenten-Lexikon. Einkeimblättrige Pflanzen (Monocotyledonen). Eugen Ulmer, Stuttgart 2001, ISBN 3-8001-3662-7, S. 68.
- James L. Reveal, Wendy C. Hodgson: Flora of North America Agavaceae. Oxford University Press, 2002, S. 447 (online).